# Partido Catalán de Acción Republicana
El Partido Catalán de Acción Republicana (PCAR) fue el nombre adoptado por la sección catalana del partido Acción Republicana, fundado por Manuel Azaña en 1925. Sus principales dirigentes eran el economista Faustino Ballvé y Eduardo Albors. En 1932 publicó el semanario Acción y en 1933 en presentó a las elecciones en coalición con el Partido Republicano Radical Socialista (PRRS) y con Acció Catalana Republicana (ACR). Cuando en abril de 1934 se constituyó Izquierda Republicana (IR) se fusionó con la sección catalana del PRRS creando el Partit Republicà d'Esquerra, sección catalana de IR.
- Datos: Q11698021